# 維爾達普約赫山
47°42′8″N 12°2′7″E / 47.70222°N 12.03528°E

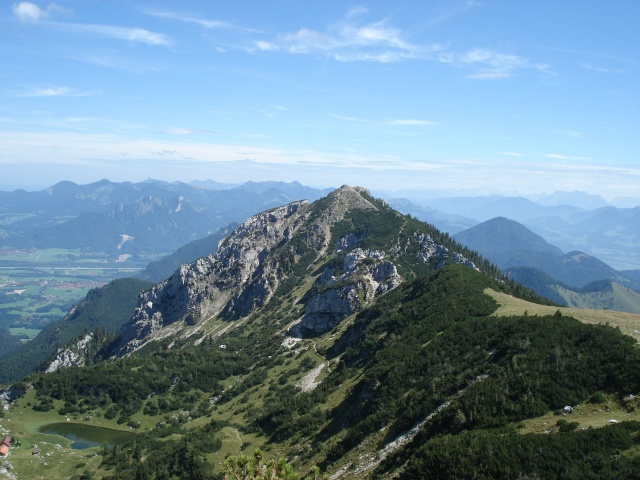

維爾達普約赫山（德語：Wildalpjoch），是德國的山峰，位於該國東南部，由巴伐利亞負責管轄，屬於巴伐利亞前阿爾卑斯山脈的一部分，海拔高度1,720米，每年平均降雨量1,847毫米。